# Lacanjá Tzeltal
Lacanjá Tzeltal es una localidad del estado mexicano de Chiapas. Es parte del municipio de Ocosingo.

## Demografía
| Gráfica de evolución demográfica |
|                                  |

| Censo | Población |
| ----- | --------- |
| 1970  | 107       |
| 1980  | 662       |
| 1990  | 581       |
| 2000  | 826       |
| 2010  | 1 030     |
| 2020  | 1 224     |